# Mirza Mohamed Ali Khan Farzine
Mirza Mohamed Ali Khan Farzine (* 1878 in Teheran; † unbekannt) war ein persischer Diplomat und Politiker.
Seit 1905 im Staatsdienst wurde Khan Farzine 1913 Parlamentsabgeordneter, 1920 Generaldirektor im Finanzministerium, 1921 Generalschatzmeister und 1922 Staatssekretär im Finanzministerium. Ab 1926 vertrat er sein Land als außerordentlicher Gesandter und bevollmächtigter Minister in Berlin. 1928 wurde er kaiserlich persischer Botschafter in Afghanistan, noch im gleichen Jahr aber als Staatssekretär in das Außenministerium zurückberufen. 1929 wurde er zunächst Finanzminister, dann Minister der Auswärtigen Angelegenheiten und bereits 1930 persischer Gesandter für Deutschland und die Niederlande in Berlin.